# Contoire

Contoire este o comună în departamentul Somme, Franța. În 1 ianuarie 2018 avea o populație de 443 de locuitori.